# Typ 071
Der Typ 071 (nach dem Typschiff auch Kunlun Shan-Klasse oder nach NATO-Codename als Yuzhao-Klasse bezeichnet) ist eine Klasse von Amphibious Transport Docks der Marine der Volksrepublik China.

## Entwicklung
Mit dem Bau der amphibischen Transportdocks (LPDs) der Yuzhao-Klasse (Typ 071) wurde in China Mitte der 2000er Jahre begonnen. Die Schiffe haben in der Marine der Volksbefreiungsarmee (PLAN) ein solides Fundament geschaffen, auf dem die Fähigkeiten zur amphibischen Kriegsführung verbessert werden konnten. Der Typ 071 stellt eine erhebliche Steigerung der Fähigkeiten gegenüber der vorherigen Generation von amphibischen Kampfschiffen der chinesischen Marine dar und war ein Sprungbrett für die zukünftigen amphibischen Angriffsschiffe des Typs 075 mit großem Deck, von denen das erste im Jahr 2019 vom Stapel lief.
Die Schiffe dieser Klasse wurden in der Hudong-Zhonghua Schiffswerft in Shanghai entworfen und gebaut. Das erste Schiff – die Kunlunshan (hull No.998) – ist im Dezember 2006 von Stapel gelaufen und am 30. November 2007 von der chinesischen Südflotte in Dienst gestellt worden.

## Einheiten
| Kennung | Name                   | Bauwerft                     | Kiellegung | Stapellauf         | Indienststellung   | Bemerkungen (Flotte) |
| ------- | ---------------------- | ---------------------------- | ---------- | ------------------ | ------------------ | -------------------- |
| 998     | Kunlun Shan (昆仑山)   | Hudong-Zhonghua Shipbuilding | 2006       | 21. Dezember 2006  | 13. November 2007  | aktiv (Südflotte)    |
| 999     | Jinggang Shan (井冈山) | Hudong-Zhonghua Shipbuilding | 2009       | 16. November 2010  | 30. Oktober 2011   | aktiv (Südflotte)    |
| 989     | Changbai Shan (长白山) | Hudong-Zhonghua Shipbuilding | 2010       | 26. September 2011 | 23. September 2012 | aktiv (Südflotte)    |
| 988     | Yimeng Shan (沂蒙山)   | Hudong-Zhonghua Shipbuilding | 2014       | 22. Januar 2015    | 1. Februar 2016    | aktiv (Ostflotte)    |
| 980     | Longshu Shan (龙虎山)  | Hudong-Zhonghua Shipbuilding | 2016       | 15. Juni 2017      | 19. September 2018 | aktiv (Ostflotte)    |
| 987     | Wuzhi Shan (五指山)    | Hudong-Zhonghua Shipbuilding | 2017       | 20. Januar 2018    | 12. Januar 2019    | altiv (Südflotte)    |
| 986     | Wanyang Shan (四明山)  | Hudong-Zhonghua Shipbuilding | 2017       | 28. Dezember 2018  | 2020               | aktiv (Ostflotte)    |
| 985     | Qilian Shan (祁连山)   | Hudong-Zhonghua Shipbuilding | 2018       | 6. Juni 2019       | November 2020      | aktiv (Südflotte)    |